# Gideon Nasilowski
Gideon Nasilowski, auch bekannt als „The Amphibian Namibian“ oder „The Amphibium“ (* 15. Februar 1985 in Windhoek, Südwestafrika), ist ein ehemaliger namibischer Behindertensportler im Schwimmen. Er trat in den Klassen S3, S4 und SB4 über die 50, 100 und 200 Meter Brust- bzw. Freistilschwimmen an. Nasilowski leidet an der Fehlbildung Arthrogryposis multiplex congenita.
Nasilowski nahm an den Sommer-Paralympics 2016 in Rio de Janeiro teil, wo er über die 50 m Freistil den sechsten und letzten Platz im Vorlauf mit 1:38:21 Minuten belegte. 2013 in Montreal und 2015 in Glasgow war er Teilnehmer bei den World Para Swimming Championships.
2020 nahm er erstmals im Rollstuhl am Desert Dash durch die Namib von Windhoek nach Swakopmund teil. 2021 und 2022 versuchte sich Nasilowski am Robben Island Escape, einem 8 Kilometer langen Freiwasserschwimmen von Robben Island nach Kapstadt.